# Premio Nacional de Literatura de Guatemala
El Premio Nacional de Literatura de Guatemala Miguel Ángel Asturias es el máximo galardón literario otorgado anualmente por el Ministerio de Cultura y Deportes, a través de su Dirección General de Artes y por medio de un Consejo Asesor de Letras al conjunto de la producción de un autor o autora, en consideración de su calidad y aporte al desarrollo de la literatura guatemalteca, sin discriminación del o los géneros literarios en el que se desarrollen.
Oficializado por acuerdo ministerial 57-88 del Ministerio de Cultura y Deportes el 6 de diciembre de 1988. Está dotado de un premio en efectivo de Q.50,000 (cincuenta mil quetzales), diploma, medalla, así como la reedición y publicación de una obra destacada del autor premiado a través de Editorial Cultura, del Ministerio de Cultura y Deportes.
El Premio Nacional de Literatura de Guatemala «Miguel Ángel Asturias» hasta la fecha ha sido entregado a 29 autores; 23 hombres y 6 mujeres. Aun cuando la mayoría de los galadonados se ha desarrollado en más de un género literario, 11 destacan su obra en poesía, 9 en narrativa y 1 en dramaturgia. 6 de los premiados han muerto, dos de ellos en el año 2003. El autor más joven en recibirlo es el escritor Dante Liano (1991, 43 años) y los autores de mayor edad al momento de recibirlo son el poeta Enrique Juárez Toledo (1992, 82 años) y el escritor Mario Monteforte Toledo (1993, 82 años). El premio ha sido rechazado una sola vez, el año 2003 por el poeta quiché Humberto Akabal.
Aun cuando el premio está dotado de la cantidad de dinero en efectivo, diploma, medalla y publicación de una obra destacada, este último no se hizo constante hasta a partir del año 2001. Sin embargo en años posteriores Editorial Cultura del Ministerio de Cultura y Deportes ha ido publicando a algunos autores faltantes como Dante Liano (El origen y la finalidad, 2003) y Enrique Juárez Toledo (Soy el silbo del viento, 2008).

## Lista de galardonados con el Premio Nacional de Literatura «Miguel Ángel Asturias»
1988: Luis Alfredo Arango (1935-2001). Obra publicada: El volado.
1989: Carlos Solórzano (1922).
1990: Otto-Raúl González (1921-2007).
1991: Dante Liano (1948).
1992: Enrique Juárez Toledo (1910-1999).
1993: Mario Monteforte Toledo (1911-2003).
1994: Luz Méndez de la Vega (1919). Obra publicada: Ligera y diáfana (poesía completa).
1995: Miguel Ángel Vásquez (1922).
1996: Margarita Carrera (1929). Obra publicada: Antología personal de poesía.
1997: Augusto Monterroso (1921-2003).
1998: Francisco Morales Santos (1940).
1999: Mario Alberto Carrera (1945).
2000: Ana María Rodas (1937.
2001: Isabel de los Ángeles Ruano (1945). Obra publicada: Café express.
2002: Julio Fausto Aguilera (1929). Obra publicada: Geranios encendidos.
2003: Humberto Ak'abal (1952), lo rechazó.
2004: Rodrigo Rey Rosa (1958). Obra publicada: Cárcel de árboles.
2005: Carlos Navarrete Cáceres (1931). Obra publicada: Los arriegos del agua.
2006: Marco Antonio Flores (1937-2013). Obra publicada: Teatro escogido.
2007: Mario Roberto Morales (1947). Obra publicada: Señores bajo los árboles.
2008: Arturo Arias (1950). Obra publicada: Fiesta bajo las bombas.
2009: Gerardo Guinea Diez (1955). Obra publicada: El amargo afán de la desmuerte.
2010: Enrique Noriega (1949). Obra publicada: La pasión según Judas.
2011: Francisco Pérez de Antón (1940). Obra publicada: El sueño de los justos.
2012: Humberto López (1954).
2013: Víctor Muñoz (1950).
2014: David Unger  (1950)  Obra publicada: Para mí, eres divina.
2015: Carmen Matute (1944).
2016: Delia Quiñonez (1946).
2017: Francisco Alejandro Méndez (1964).
2018: Eduardo Halfon (1971).
2019: Luis Eduardo Rivera (1949).
2020: José Luis Perdomo Orellana (1958).
2021: Rafael Cuevas Molina (1954).
2022: Gloria Hernández (1960).